# Marcus Cal Kung
Marcus Cal "Kung" (Rio de Janeiro, ) é um bodyboarder brasileiro. Foi um dos pioneiros do esporte no país.

## Trajetória
Envolvido com o bodyboard desde 1973, fundou a primeira associação do esporte legalmente registrada no mundo (a AMBERJ) em abril de 1984, juntamente com os amigos Cláudio Marques, Alexandre Pontes (Xandinho), Kiko Ebert e Kiko Pacheco, entre outros.
Idealizou e regulamentou as primeiras regras de julgamento do esporte e ajudou a implantar inúmeras associações e entidades representativas do esporte, no Brasil e no exterior. O resultado desse trabalho culminou com a premiação de Personalidade Mundial do Esporte, no Havaí, em 1988.
Como atleta, participou em inúmeras competições estaduais, nacionais e do primeiro circuito brasileiro até 1989, quando deixou de competir profissionalmente. Da mesma forma, participou de inúmeras competições internacionais, inclusive em três Pipe Master, em Pipeline, no Havaí.
Desde 1984 está envolvido com a fabricação de pranchas de bodyboard, dando início à carreira profissional como shaper, diretor e gerente na área de marketing, produtos, design e relações públicas nas empresas do ramo, assessorando a implantação, criação, desenvolvimento e criação de marcas e produtos para empresas como Morey Boogie, Speedo, Xuxa, Op e Redley, entre outras.
Atualmente é shaper profissional e responsável pelas pranchas intituladas Kung Bodyboard. As pranchas são customizadas e de linha de alta performance, shapeadas especificamente para clientes e lojas selecionadas no Brasil e no exterior.
Escreve artigos para vários sites e revistas especializadas. Fundador da Escola Kung de Bodyboard, na praia da Barra da Tijuca, no Rio de Janeiro, é professor credenciado pelo Conselho Federal de Educação Física (CREF) do Rio de Janeiro, ensinando o esporte de forma adequada ao público jovem e também aqueles que procuram uma atividade física com o objetivo de qualidade de vida.